# 1739
1739 (MDCCXXXIX) byl rok, který dle gregoriánského kalendáře započal čtvrtkem.

## Události

### Probíhající události
- 1735–1739 – Rusko-turecká válka
- 1739–1748 – Válka o Jenkinsovo ucho

## Vědy a umění
- Mladí Angličané propagují módu nošení šatů služebnictva.

## Narození
Česko

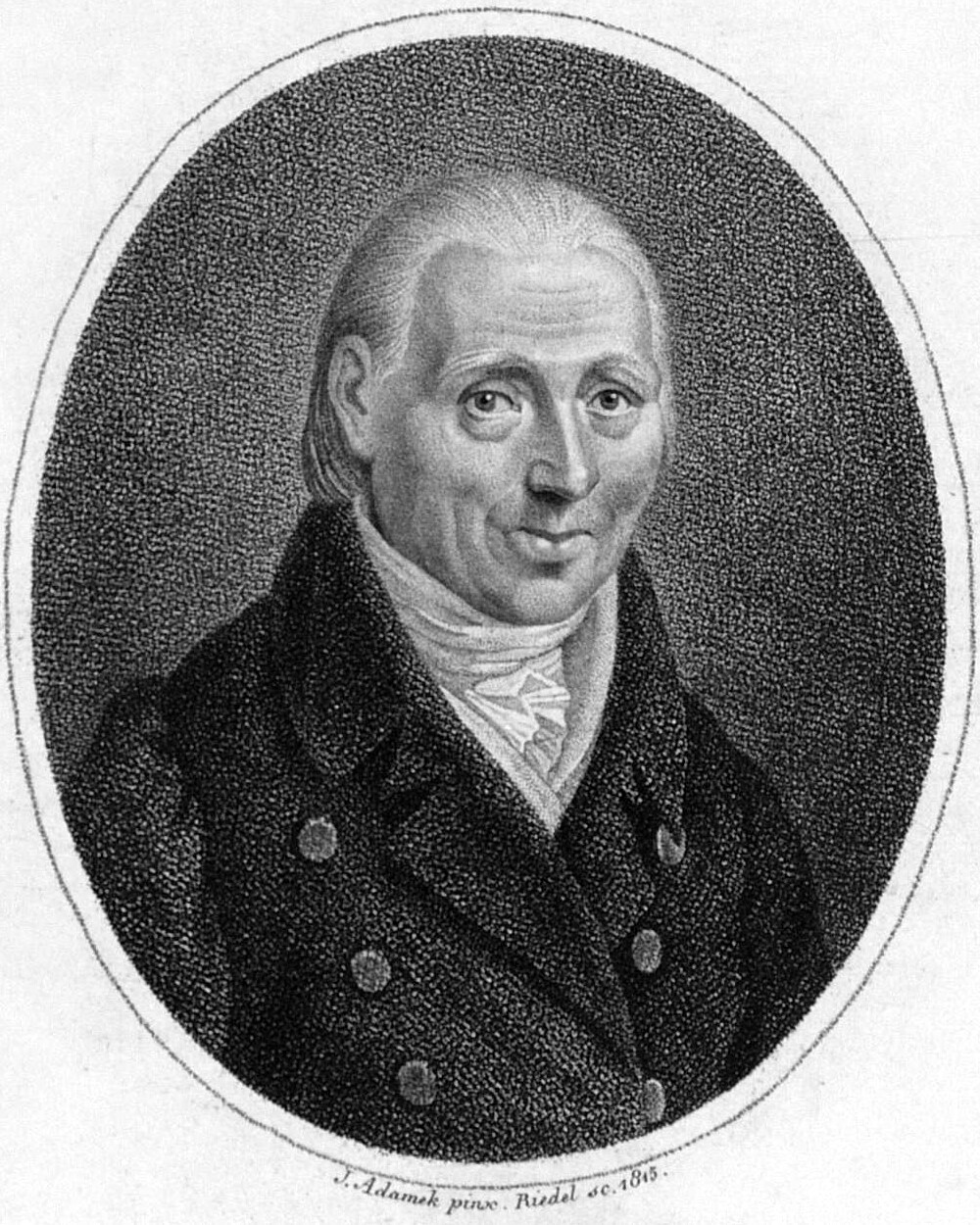
Jan Křtitel Vaňhal (1739–1813)

- 15. dubna – Johann Georg Berger, severočeský soukenický průmyslník († 17. února 1810)
- 12. května – Jan Křtitel Vaňhal, hudební skladatel († 20. srpna 1813)
- 4. června – Jan Quirin Jahn, malíř, historik a teoretik umění († 18. července 1802)
- 7. října – František Salesius Šubíř z Chobyně, moravský šlechtic a římskokatolický duchovní († 14. února 1777)
- 6. prosince – František Josef Kinský, český šlechtic a rakouský vojenský velitel († 9. června 1805)

Svět
- 17. ledna – Johann Christian Daniel von Schreber, německý lékař a přírodovědec († 10. prosince 1810)
- 15. února – Charles-Henri Sanson, francouzský kat († 4. července 1806)
- 11. března – Sofronij Vračanský, bulharský pravoslavný mnich a spisovatel († 23. září 1813)
- 30. března – Marie Josefa Bavorská, císařovna Svaté říše římské († 28. května 1767)
- 9. července – Pavol Adámi, slovenský lékař, veterinář a zoolog († 11. listopadu 1814)
- 26. července – George Clinton, americký státník, viceprezident USA († 20. dubna 1812)
- 24. srpna – Jelizaveta Voroncová, ruská šlechtična a milenka cara Petra III. († 13. února 1792)
- 28. srpna – Agostino Accorimboni, italský hudební skladatel († 13. srpna 1818)
- 17. září – John Rutledge, americký politik († 23. července 1800)
- 21. září – Marie Dorotea Portugalská, portugalská infantka († 14. ledna 1771)
- 24. září – Grigorij Potěmkin, ruský šlechtic († 16. října 1791)
- 1. listopadu – Andreas Everardus van Braam Houckgeest, nizozemský obchodník a diplomat († 8. července 1801)
- 2. listopadu – Karl Ditters von Dittersdorf, rakouský hudební skladatel († 24. října 1799)
- 8. listopadu – Henrik Gabriel Porthan, finský historik († 16. března 1804)
- neznámé datum – Jean-François Chalgrin, francouzský architekt, autor Vítězného oblouku († 21. ledna 1811)

## Úmrtí
Česko
Svět
- 23. února – Michal Kromholc, slovenský jezuita, náboženský spisovatel (* 7. září 1672)
- 13. května – Dubislav Gneomar von Natzmer, pruský polní maršál (* 1654)
- 18. července – Karel Fridrich Holštýnsko-Gottorpský, německo-švédský šlechtic (* 29. dubna 1700)
- 24. července – Benedetto Marcello, italský právník, politik a barokní hudební skladatel (* 31. července 1686)
- 12. září – Arnošt Ludvík Hesensko-Darmstadtský, hesensko-darmstadtský lankrabě (* 15. prosince 1667)
- 21. září – Saliha Sebkati Sultan, manželka osmanského sultána Mustafy II. a matka sultána Mahmuda I. (* 1680)
- 6. října – Františka Šarlota d'Aubigné, vévodkyně z Noailles (* 5. května 1684)
- 8. listopadu – Anselm František Thurn-Taxis, druhý kníže Thurn-Taxis (* pokřtěn 30. ledna 1681)
- ? – Emine Sultan, osmanská princezna a dcera sultána Mustafy II. (* 1. září 1696)

## Hlavy států
- Francie – Ludvík XV. (1715–1774)
- Habsburská monarchie – Karel VI. (1711–1740)
- Osmanská říše – Mahmud I. (1730–1754)
- Polsko – August III. (1734–1763)
- Portugalsko – Jan V. (1706–1750)
- Prusko – Fridrich Vilém I. (1713–1740)
- Rusko – Anna Ivanovna (1730–1740)
- Španělsko – Filip V. (1724–1746)
- Švédsko – Frederik I. (1720–1751)
- Velká Británie – Jiří II. (1727–1760)
- Papež – Klement XII. (1730–1740)
- Japonsko – Sakuramači (1735–1747)
- Perská říše – Nádir Šáh